# Christian Parlati

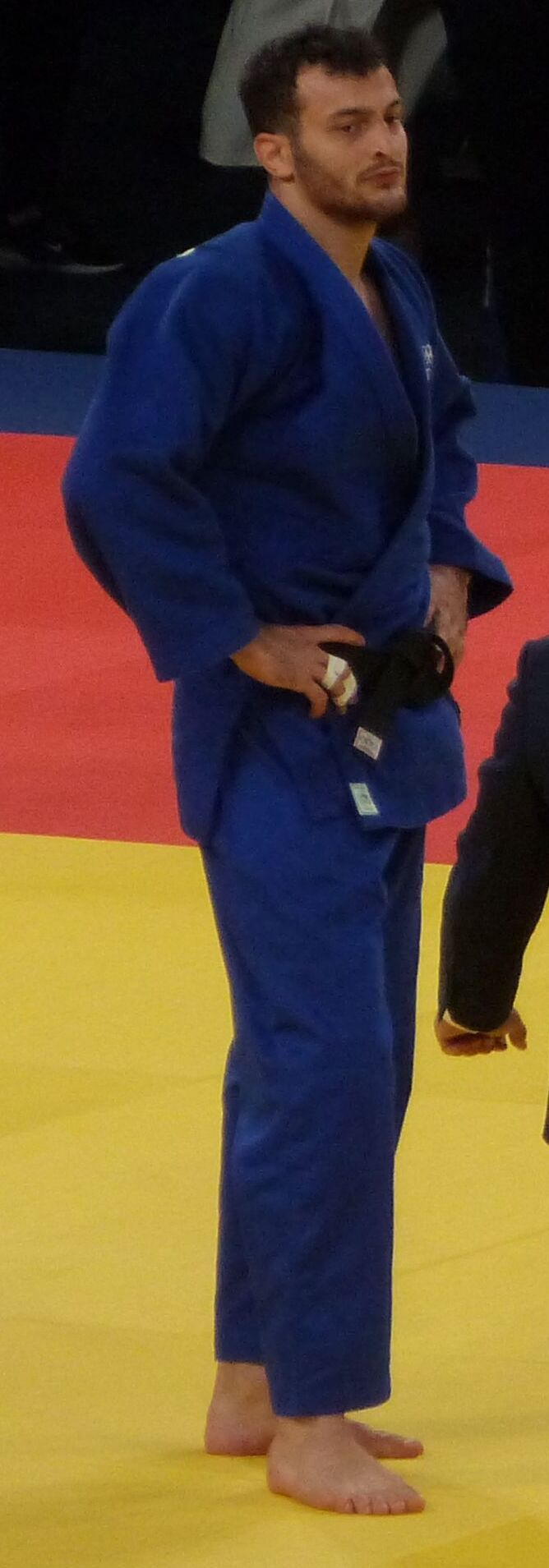
Christian Parlati (2024)

Christian Parlati (* 23. Januar 1998 in Neapel) ist ein italienischer Judoka. 2022 wurde er Weltmeisterschaftszweiter im Mittelgewicht.

## Sportliche Karriere
Christian Parlati kämpfte von 2015 bis 2021 in der Gewichtsklasse bis 81 Kilogramm, dem Halbmittelgewicht. 2017 war er Dritter sowohl der Junioren-Europameisterschaften als auch der Junioren-Weltmeisterschaften. Anfang 2018 erkämpfte er den italienischen Meistertitel. Im September 2018 gewann er erneut Bronze bei den Junioren-Europameisterschaften. Einen Monat später siegte Parlati bei den Junioren-Weltmeisterschaften in Nassau.
Bei den im Rahmen der Europaspiele 2019 in Minsk ausgetragenen Europameisterschaften bezwang er in seinem ersten Kampf den Kroaten Dominik Družeta und schied in der zweiten Runde gegen den Belgier Matthias Casse aus. Zwei Monate später verlor er seinen Auftaktkampf bei den Weltmeisterschaften in Tokio gegen den Belgier Sami Chouchi.
2021 gelang Christian Parlati sein erster Sieg bei einem Judo-Grand-Slam-Turnier. Beim Turnier in Taschkent bezwang er im Finale den Usbeken Sharofiddin Boltaboyev. Kurz darauf erreichte Parlati das Finale beim Judo-Grand-Slam-Turnier in Antalya, unterlag dann aber dem Türken Vedat Albayrak. Bei den Europameisterschaften 2021 in Lissabon verlor Parlati im Viertelfinale dem Bulgaren Iwajlo Iwailow. Mit Siegen in der Hoffnungsrunde über Sami Chouchi und den Portugiesen Anri Egutidze erkämpfte Parlati die Bronzemedaille. Bei den Olympischen Spielen in Tokio schied Parlati im Achtelfinale gegen den Japaner Takanori Nagase aus.
2022 wechselte Parlati die Gewichtsklasse und kämpfte im Mittelgewicht bis 90 Kilogramm. Parlati wurde Fünfter bei den Europameisterschaften in Sofia. Ein halbes Jahr später erreichte er das Finale der Weltmeisterschaften in Taschkent und unterlag dort dem Usbeken Davlat Bobonov. 2024 bei den Olympischen Spielen in Paris schied er im Einzelwettbewerb in seinem Auftaktkampf aus. Mit dem Mixed-Team belegte er den fünften Rang.